# Owahanga (fleuve)
Le fleuve Owahanga  (anglais : Owahanga River) est un cours d’eau du secteur de Wairarapa, du district de Tararua, dans la région de Wellington de l’Île du Nord de la Nouvelle-Zélande.

## Géographie
Son cours tortueux s’étale en sinuant vers le sud-est à travers un pays de collines abruptes, atteignant la mer à 30 km au sud-ouest du Cap Turnagain.